# Pedaso
Pedaso é uma comuna italiana da região dos Marche, província de Fermo, com cerca de 1.965 habitantes. Estende-se por uma área de 3 km², tendo uma densidade populacional de 655 hab/km². Faz fronteira com Altidona, Campofilone.

## Demografia
| Variação demográfica do município entre 1861 e 2011                               |
|                                                                                   |
| Fonte: Istituto Nazionale di Statistica (ISTAT) - Elaboração gráfica da Wikipedia |